# Eutichio di Costantinopoli
Eutichio (in greco Ευτύχιος?, Eutychios; Theium, 512 – Costantinopoli, 6 aprile 582) è stato un arcivescovo bizantino.
Nativo del villaggio di "Theium" in Frigia, fu patriarca di Costantinopoli a due riprese, tra il 552 e il 565 e poi tra il 577 e il 582.

## Agiografia
Suo padre Alessandro fu generale sotto Belisario. Eutichio prese l'abito monastico all'età di 30 anni a Amasea. Alla morte del patriarca Mena nel 552 venne nominato da Giustiniano I Patriarca di Costantinopoli. Nel 553 convocò il secondo Concilio ecumenico per ricomporre e chiarire lo Scisma tricapitolino. La vigilia di Natale del 563 consacrò nuovamente la chiesa di Santa Sofia, dopo i restauri a seguito del terremoto che l'aveva danneggiata nel 558.
Nel 564 Eutichio venne in forte contrasto con l'imperatore Giustiniano I, che in tarda età aveva abbracciato le teorie aftartodocetiste, che erano ritenute dal Patriarca in netto contrasto con quanto riportato nelle Sacre Scritture. Il 22 gennaio 565, mentre si preparava a celebrare la messa per la festa di san Timoteo, fu prelevato dalle guardie dell'imperatore e sequestrato, dapprima nel monastero di Choracudis e in seguito nel monastero di San Osia a Calcedonia. L'imperatore convocò poi un'assemblea di principi e prelati che lo processò e lo destituì, con accuse assurde. Venne quindi esiliato, dapprima sull'isola di Prinkipos e in seguito presso Amasea, dove rimase per 12 anni.
Alla morte del patriarca Giovanni III Scolastico, che l'imperatore Giustiniano aveva nominato al suo posto, il nuovo imperatore Giustino II, nel mese di ottobre del 577, richiamò Eutichio che fu reintegrato sul suo seggio patriarcale a furor di popolo. Vi furono grandi festeggiamenti per il suo rientro, si racconta che durante la messa di reinsediamento, dovette dare la comunione per più di sei ore, perché tutto il popolo voleva riceverla dalle sue mani. In tarda età, influenzato dalle concezioni di Filopono, maturò la convinzione che corpi migliori, incorruttibili ed eterni si sostituiranno ai corpi terreni nella resurrezione. Fu il futuro papa Gregorio I che riuscì a riportare nell'ortodossia il vescovo, che in punto di morte esclamò: Sono convinto che tutti risorgeremo in questa carne.

## Culto
È venerato come santo dalla Chiesa cattolica, che ne celebra la memoria il 5 aprile, e dalla Chiesa ortodossa, che ne celebra la memoria liturgica il 6 aprile.
Fu sepolto sotto l'altare maggiore della Chiesa dei Santi Apostoli, accanto alle reliquie dell'apostolo Andrea, dell'evangelista Luca e di san Timoteo. Il cranio è ora nel Monastero Chilandario di Monte Athos. Il suo corpo si trova ora nel Monastero di San Giorgio Maggiore a Venezia.